# Periballia involucrata
Periballia involucrata é uma espécie de planta com flor pertencente à família Poaceae. 
A autoridade científica da espécie é (Cav.) Janka, tendo sido publicada em Termesz. Fuzet. (1877), 97.
O seu nome comum é peneirinha.

## Portugal
Trata-se de uma espécie presente no território português, nomeadamente em Portugal Continental.
Em termos de naturalidade é endémica da Península Ibérica.

## Protecção
Não se encontra protegida por legislação portuguesa ou da Comunidade Europeia.